# ONE PIECE 映像音楽完全盤
『ONE PIECE 映像音楽完全盤』（-えいぞうおんがくかんぜんばん）は、テレビアニメ『ONE PIECE』のサウンドトラック。2007年1月31日にコロムビアミュージックエンタテインメントから発売された。

## 概要
- テレビアニメ『ONE PIECE』の、CD3枚組で構成されたサウンドトラック。本作は放送中に音楽制作がコロムビアからavex modeに交代しているが、本アルバムにはコロムビアで制作された楽曲を全曲収録している。
- CDジャケットには、モンキー・D・ルフィ・ロロノア・ゾロ・ナミ・ウソップ・サンジ・トニートニー・チョッパー・ニコ・ロビンが描かれている。

## 収録曲

### Disc1
1. ウィーアー!
歌：きただにひろし
作詞：藤林聖子 / 作曲：田中公平 / 編曲：根岸貴幸
2. やったぜ！パーティだ!!
作曲：田中公平 / 編曲：浜口史郎
3. 偉大なる海路へ!
作曲・編曲：田中公平
4. 決闘!!
作曲・編曲：浜口史郎
5. ルフィ
作曲・編曲：田中公平
6. 大海原を行く
作曲・編曲：田中公平、浜口史郎
7. ゾロ
作曲・編曲：田中公平
8. Spirit of ZORO
歌：ロロノア・ゾロ（中井和哉）
作詞：藤林聖子 / 作曲：田中公平 / 編曲：村瀬恭久
9. 海賊
作曲・編曲：田中公平、浜口史郎
10. 追いつめられた
作曲・編曲：浜口史郎
11. やった、大勝利!
作曲・編曲：田中公平、浜口史郎
12. 海賊王になるんだ!
作曲・編曲：田中公平
13. WANTED!
歌：モンキー・D・ルフィ（田中真弓）
作詞：藤林聖子 / 作曲：田中公平 / 編曲：岩﨑文紀
14. まだまだ、冒険はつづく!
作曲・編曲：田中公平
15. ウィーアー！（TVサイズ ） 
歌：きただにひろし
作詞：藤林聖子 / 作曲：田中公平 / 編曲：根岸貴幸
16. 港村
作曲・編曲：田中公平、浜口史郎
17. 町へ上陸
作曲・編曲：浜口史郎
18. ウソップ☆ドロップ
歌：ウソップ（山口勝平）
作詞：藤林聖子 / 作曲：貴三優大 / 編曲：稲葉成秀
19. 怒ったぞ
作曲・編曲：浜口史郎
20. 忍びよる影
作曲・編曲：田中公平、浜口史郎
21. 1.2.ジャンゴ!
歌：ジャンゴ（矢尾一樹）
作詞：藤林聖子 / 作曲：貴三優大 / 編曲：稲葉成秀
22. 絶体絶命
作曲・編曲：田中公平、浜口史郎

### Disc2
1. 許せないヤツとは、戦え!
作曲・編曲：田中公平、浜口史郎
2. SANJI 海上レストラン・パラティエ サンジのごちそう
作曲：田中公平
3. ゴムゴムVSゴエゴエ
作曲・編曲：田中公平
4. 世界一のおでん屋だ!
作曲・編曲：田中公平
5. ウーナンと岩蔵
作曲・編曲：田中公平
6. 海賊王への船出
作曲・編曲：田中公平
7. ウーナンからのメッセージ
作曲・編曲：田中公平
8. Sea Moon See you
サンジ（大谷育江）
作詞：藤林聖子 / 作曲・編曲：貴三優大
9. サンジ
作曲・編曲：田中公平
10. サンジ The Great Blue 〜デザートはキミ〜 
歌：サンジ（平田広明）
作詞：藤林聖子 / 作曲：田中公平 / 編曲：村瀬恭久
11. はらぺこルフィ
作曲・編曲：田中公平
12. 上陸!黄金の島
作曲・編曲：田中公平
13. エルドラゴ登場
作曲・編曲：田中公平
14. 逃げろっ
作曲・編曲：田中公平
15. 嵐もあれば星もある
作曲・編曲：田中公平、浜口史郎
16. 食ったら、さぁグランドライン!
作曲・編曲：田中公平、浜口史郎
17. 母なる海
作曲・編曲：田中公平、浜口史郎
18. 怒り!!
作曲・編曲：田中公平
19. 生きる限り戦いはつづく
作曲・編曲：田中公平、浜口史郎
20. 悪いヤツ
作曲・編曲：浜口史郎
21. 一時撤退!
作曲・編曲：浜口史郎
22. 炸裂!超音波!! 
作曲・編曲：田中公平
23. たのもしい仲間!
作曲・編曲：田中公平

### Disc3
1. ウィーアー!（instrumental）
作曲：田中公平 / 編曲：根岸貴幸
2. 負けられない! 
作曲・編曲：浜口史郎
3. ゴムゴムのバズーカ!!
作曲：田中公平<M27、m30>・浜口史郎<M25> / 編曲：田中公平<m30>・浜口史郎<M27、M25>
4. 黄金とおでん
作曲・編曲：田中公平
5. ルフィのペース
作曲・編曲：田中公平<M3>、浜口史郎<M11、M18>
6. 麦わら帽子のジョリーロジャー
歌：きただにひろし
作詞：藤林聖子 / 作曲：貴三優大 / 編曲：岩﨑文紀
7. ナミ 
作曲・編曲：田中公平
8. MUSIC
歌：ナミ（岡村明美）
作詞：藤林聖子 / 作曲：田中公平 / 編曲：岩﨑文紀
9. HI! HO! READY GO!
歌：麦わら海賊団（田中真弓、中井和哉、岡村明美、山口勝平、平田広明）
作詞：藤林聖子 / 作曲・編曲：竹田えり
10. ウソップ、やばいぞ!
作曲・編曲：田中公平
11. Holly Holiday!
歌：モンキー・D・ルフィ（田中真弓）
作詞：藤林聖子 / 作曲・編曲：貴三優大
12. 食いもんでケンカ
作曲・編曲：田中公平
13. サンバ・ボンバー悪魔の実
歌：麦わら海賊団（田中真弓、中井和哉、岡村明美、山口勝平、平田広明）
作詞：藤林聖子 / 作曲・編曲：竹田えり
14. グランドラインの島々－cold 
作曲・編曲：田中公平、浜口史郎
15. トニートニー・チョッパー
作曲・編曲：田中公平
16. 海の怪物
作曲・編曲：田中公平、浜口史郎
17. 真剣勝負!
作曲・編曲：田中公平、浜口史郎
18. 静かな怒り
作曲・編曲：浜口史郎
19. めざせワンピース!
作曲・編曲：浜口史郎
20. グランドラインの島々－hot
作曲・編曲：浜口史郎
21. ミス・オールサンデー
作曲・編曲：田中公平
22. 黄金の大海賊ウーナン
作曲・編曲：田中公平